# Jardín Botánico de la Universidad de Oporto
El Jardín Botánico de la Universidad de Oporto (en portugués: Jardim Botânico da Universidade do Porto) es un jardín botánico de unas 6 hectáreas de extensión, que depende administrativamente de la Universidad de Oporto. Tiene como asociado a esta matriz el Arboretum del "Jardim da Casa Burmester". 
Su código de reconocimiento internacional como institución botánica, así como las siglas de su herbario es PO.

## Localización
El Jardim Botânico do Porto se sitúa en la freguesia de Lordelo do Ouro, en la ciudad de Oporto, Portugal.
Jardim Botânico da Universidade do Porto, R. do Campo Alegre 1191 Oporto Distrito de Oporto 4150-181 Portugal

## Historia

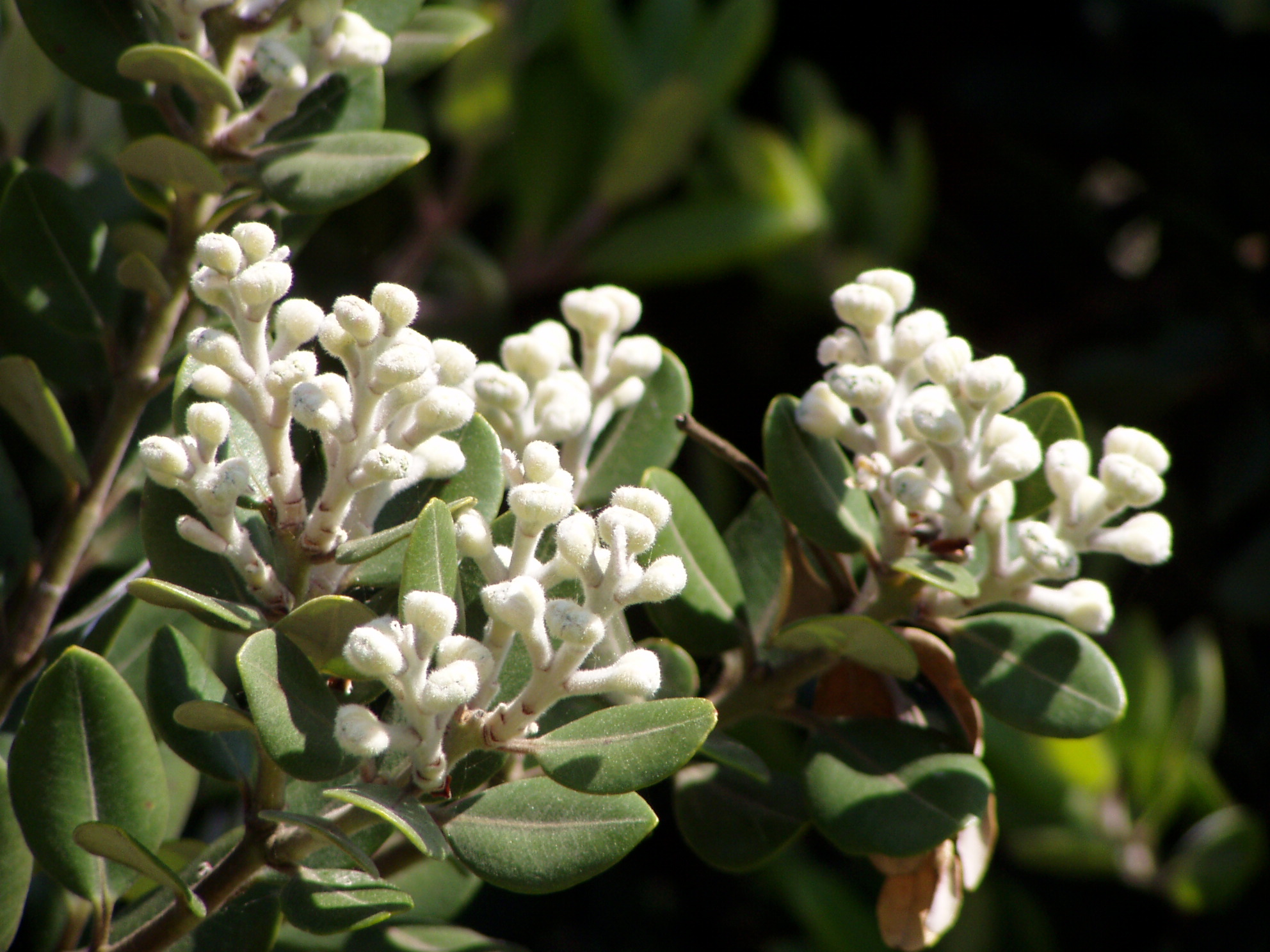
Botones flores de Metrosideros excelsa.

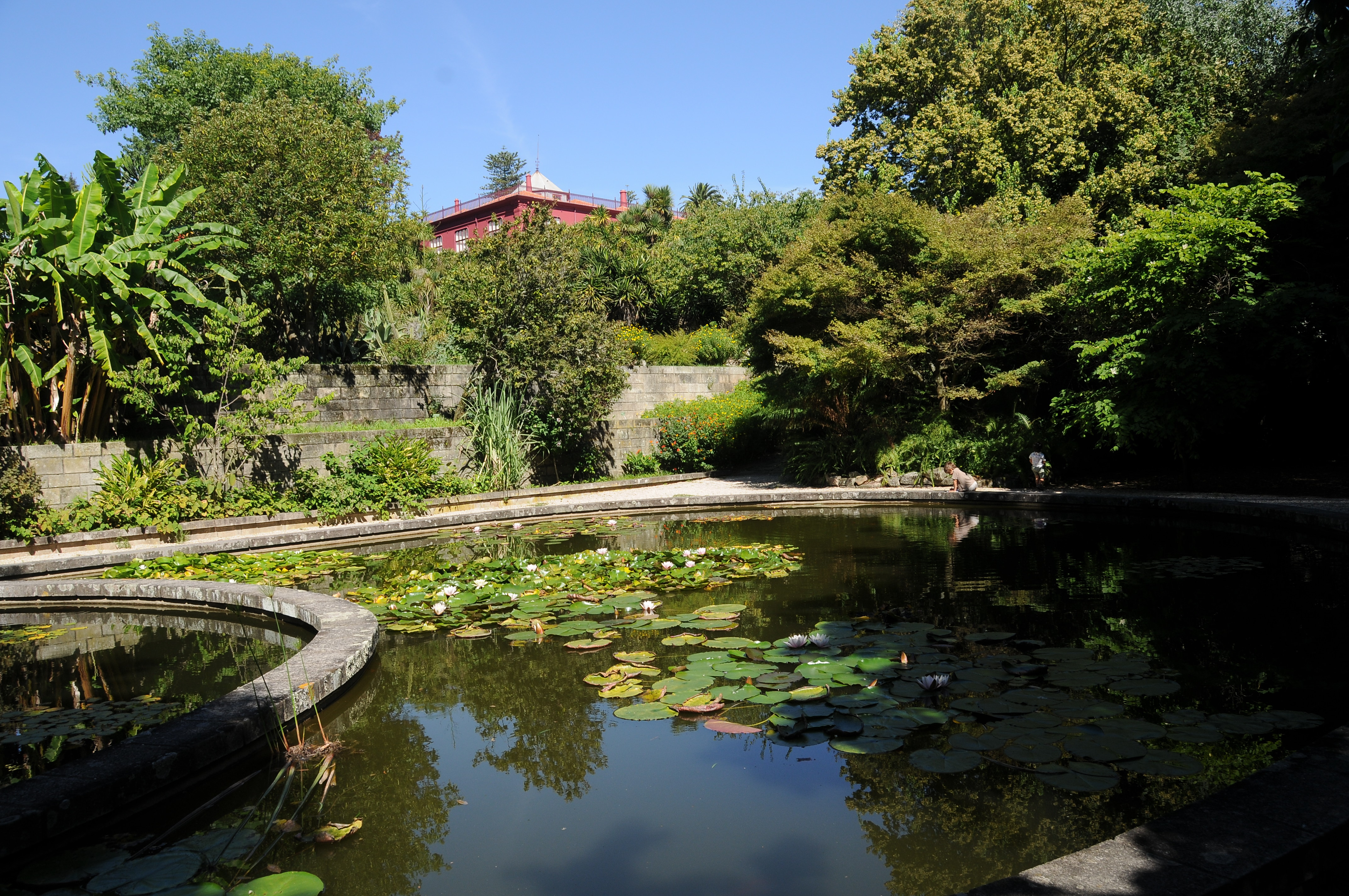
Estanque con plantas acuáticas.

En 1895 João Henrique Andresen adquiere la Quinta do Campo Alegre. Será este comerciante de vinho do Porto quien recupere los jardines, imponiedo el estilo romántico dominante en la época. Dos miembros de esta ilustre familia de la burguesía portuense fueron escritores famosos: Sophia de Mello Breyner y Ruben A.. Este último vivió en la Quinta do Campo Alegre, siendo sus memórias un importante registro histórico de la época.
El Estado tomó posesión de la quinta en 1949, convirtiéndola en 1951 en "Jardim Botânico do Porto". Su gestión está desde entonces a cargo de la Facultad de Ciencias de Oporto y por el Instituto de Botánica Dr. Gonçalo Sampaio. Curiosamente, el actual responsable de este Jardín es una descendiente de los Andresen, la Arquitecta Pajista Teresa Andresen.
Con la creación de la Vía de Cintura Interna y de los accesos al Centro Desportivo Universitario de Oporto, la quinta pierde 8 de sus 12 hectáreas. En compensación, se ha añadido a este jardín la Quinta dos Burmester, con 1,8 hectáreas.

## Colecciones
El Jardín Botánico actualmente incluye:
- Un jardín histórico compuesto por tres partes disferenciadas (Rosaleda, "Jardim dos Jotas" y el "Jardim do Peixe"), separadas por Camélias y Rhododendron,
- Dos lagos, uno de los cuales tiene nenúfares,
- Estufas, una de cactus y la otra de plantas tropicales,
- Un jardín de cactus y otras plantas suculentas,
- Arboretum en la finca de Quinta dos Burmester, con árboles centenarios y variadas especies vegetales raras y exóticas.
- Herbario